# Raquel
Segons el llibre del Gènesi, Raquel (hebreu: רחל בת-לָבָן, Rāhēl bat Lāvān‎) va ser l'esposa preferida del patriarca Jacob i la mare dels patriarques Josep i Benjamí.
Raquel era la segona filla de Laban, un terratinent d'Aram-Naharaim (Mesopotàmia). Un dia el seu pare acollí Jacob, un parent que venia de Canaan perquè s'amagava del seu germà gran Esaú, que volia assassinar-lo. El jove s'instal·là a casa seva i de seguida s'enamorà de Raquel.
Va demanar la mà de la noia però Laban, seguint la tradició, va dir-li que primer havia de casar la filla gran. Així va ser com Jacob va passar un total de catorze anys treballant per a Laban; després de set anys li va donar Lia, la filla gran, i set anys més tard, a Raquel.
Lia, la germana de Raquel, va donar-li diversos fills a Jacob i Raquel, que no aconseguia quedar-se embarassada, es va sentir envejosa. Aleshores va demanar al seu espòs que s'allités amb la seva esclava Bilhà que li va donar dos fills:
- Dan
- Neftalí

Al cap d'un temps, va aconseguir quedar-se prenyada i va tenir un nadó:
- Josep, el fill preferit del patriarca Jacob.

Amb el temps, la família de Laban va enemistar-se amb la de Jacob, que decidí tornar a la seva terra, Canaan. S'instal·laren prop de Siquem però un dia Dina (filla de Jacob i Lia) va ser raptada pel príncep local, que la va violar. A continuació, el pare del violador anà a trobar Jacob i li demanà la mà de la filla per al jove príncep així com donar les seves filles als fills de Jacob, a fi d'unir-se en un sol poble.
Els germans i germanastres de Dina digueren als cananeus de la ciutat de Siquem que no podien donar les seves dones a persones incircumcises. Així, tota la població va ser circumcidada. Dos dies més tard, però, dos dels germans de Dina, Simeó i Leví, van entrar a la ciutat i aprofitant que els homes tenien dolors a les parts, els van matar a tots i es van apropiar dels seus ramats i de les seves dones i fills. Així que se n'assabentà, Jacob, va ordenar desfer el campament i marxar de Siquem per evitar una guerra venjativa.
Aleshores van instal·lar-se a Betlem. Allà, Raquel es va quedar embarassada i va donar a llum un altre nen:
- Benjamí

La noia, però, va morir dels dolors provocats pel part i tota la família va enterrar-la en un lloc entre Betlem i Jerusalem. Jacob va posar una columna damunt de la seva tomba.

## Imatges

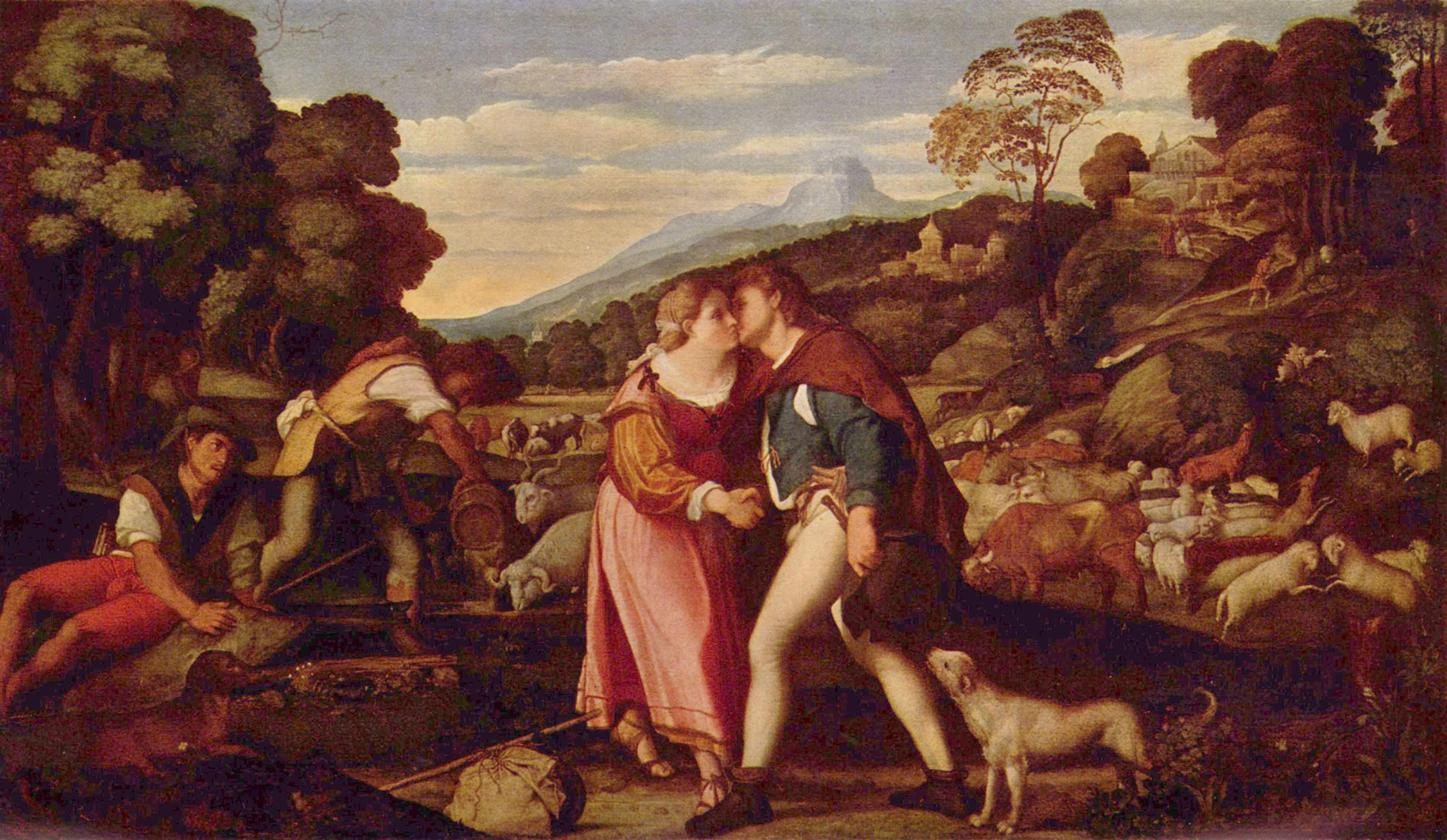
Raquel i Jacob, per Palma el Vell, ca. 1523 (Dresden, Gemäldegalerie)
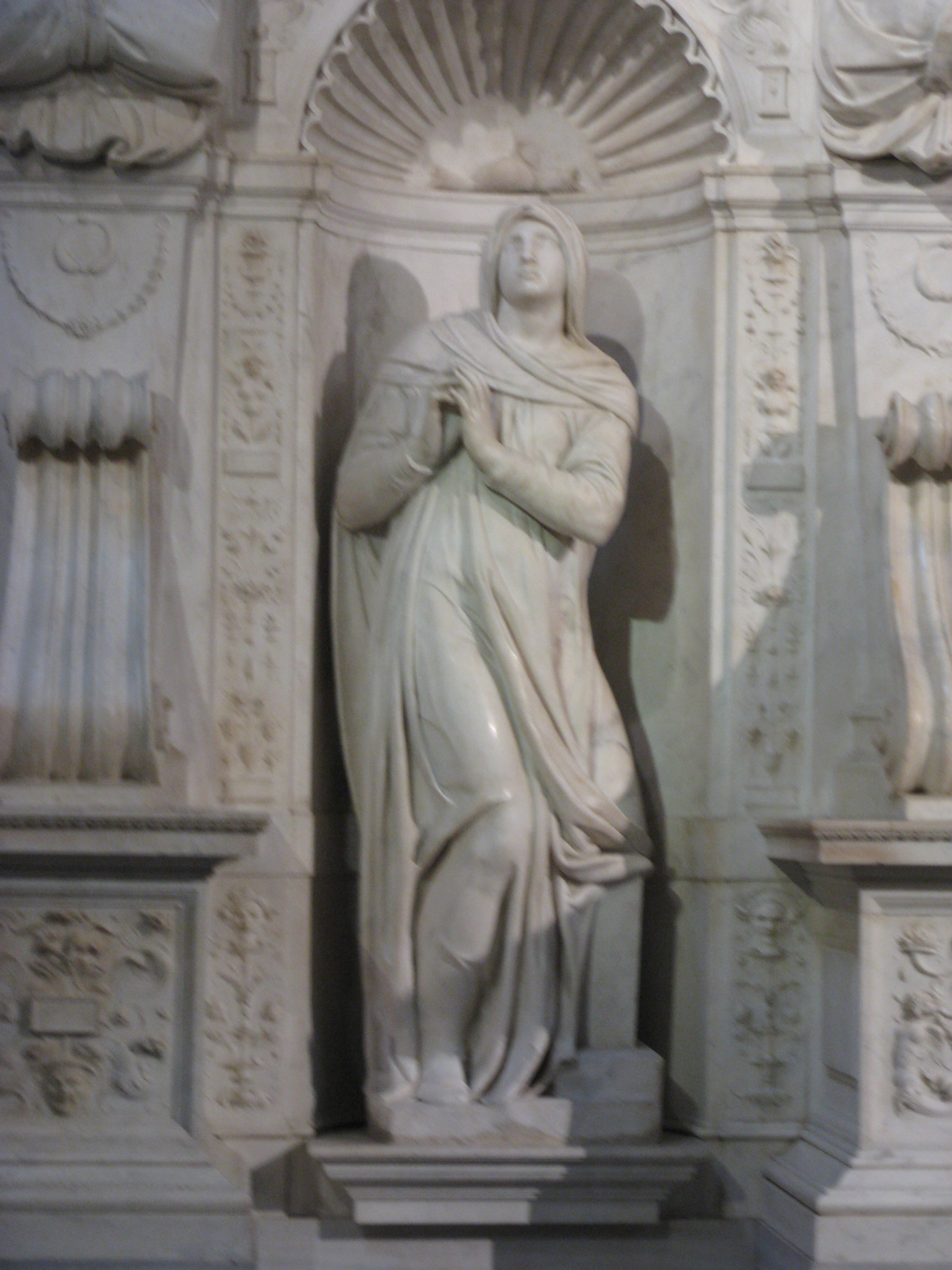
Raquel, per Miquel Àngel (Roma, San Pietro in Vincoli)
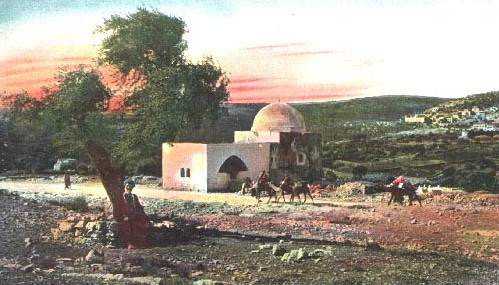
La tomba de Raquel en 1910
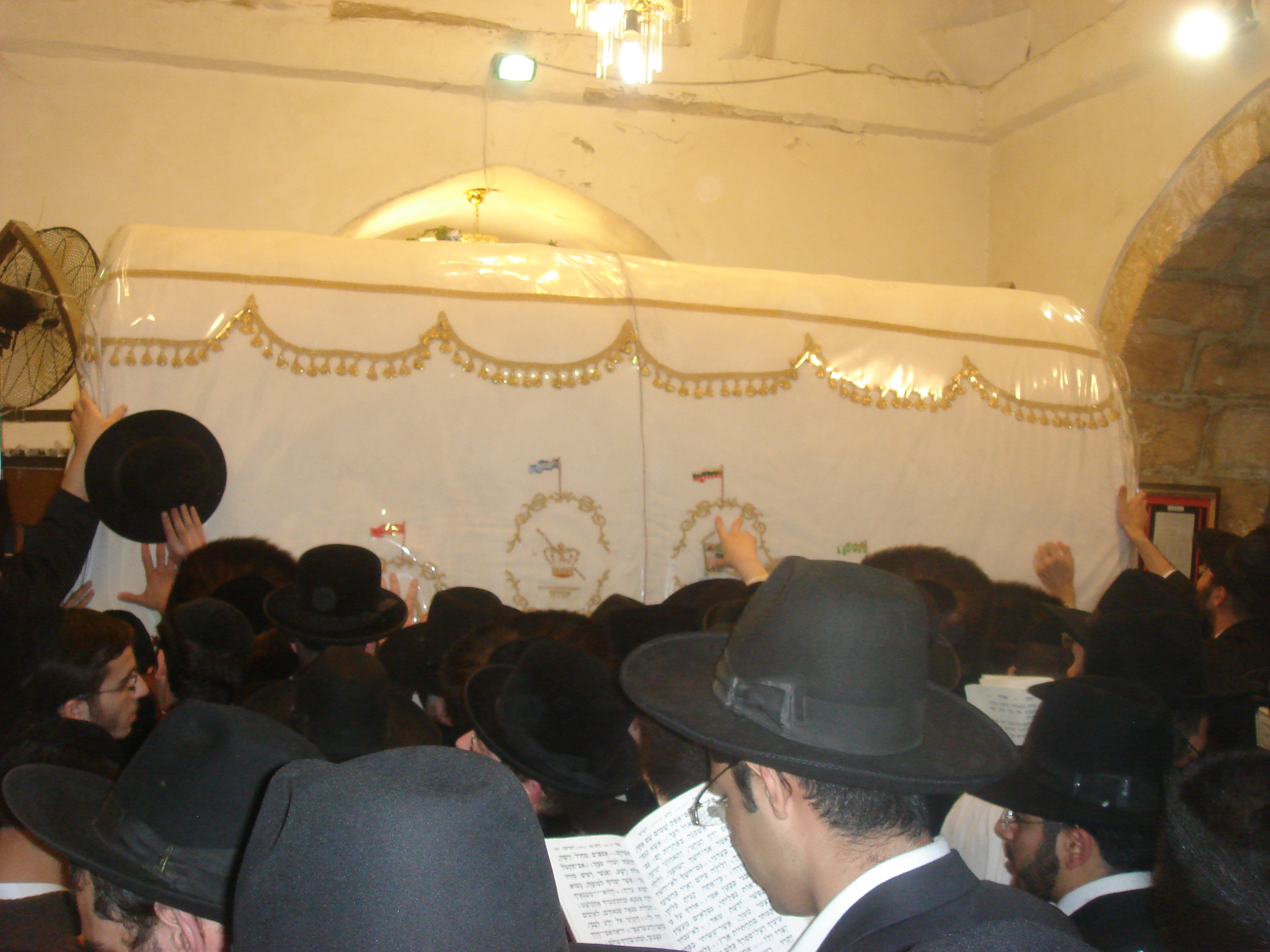
Sepulcre de Raquel